# Gert Mittring

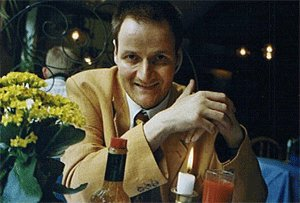
Gert Mittring (2006)

Gert Mittring (* 26. Mai 1966 in Stuttgart) ist ein deutscher Rechenkünstler. Er brach mehrfach Weltrekorde im Kopfrechnen, wofür er Einträge im Guinness-Buch der Rekorde erhielt.

## Leben und Arbeit
Mittring fiel schon als Kind mit seiner mathematischen Begabung auf. Sein Abitur bestand er mit der Note 3,7. Gert Mittring ist Diplom-Informatiker, Doktor der Erziehungswissenschaften und Doktor der Psychologie. Mittring arbeitet als freier Wissenschaftler in der Hochbegabtendiagnostik – früher gemeinsam mit Ida Fleiß (1935–2010) – sowie in der psychologischen Testtheorie und Testentwicklung. Als Algorithmenentwickler und Begabungsforscher mit besonderem Interesse an Gehirnforschung hat er zahlreiche Auftritte im deutschen Fernsehen. So ist Mittring häufig Gast in Sendungen auf RTL mit Günther Jauch, dessen Produktionsfirma I & U er in mathematischen Fragen und zum Thema Hochbegabung berät. Mittring ist Autor von sechs Publikationen.
Als Würdigung seines Engagements wurde Mittring von der damaligen Bundesbildungsministerin Annette Schavan zum Mathematik-Botschafter ernannt. Dieses Amt bekleidete Mittring im Jahr der Mathematik 2008. Außerdem ist Mittring Mathematik-Botschafter der Stiftung Rechnen. Als solcher leitete er 2008 unter Schavans Schirmherrschaft die weltweit erste Kopfrechenweltmeisterschaft für Schüler in Nürnberg. 2009 leitete der Großmeister die erste Deutsche Kopfrechenmeisterschaft in Köln. 2011 leitete er sowohl die zweite Kopfrechenweltmeisterschaft für Schüler in Nürnberg als auch die zweite Deutsche Kopfrechenmeisterschaft in Münster. Im April 2012 veranstaltete Mittring den Kopfrechen-Osterworkshop „Zahlenmagier“ in Münster, dem ebendort im Oktober 2012 die dritte Kopfrechenweltmeisterschaft für Schüler folgte.
Mittring ist Mitglied im European Council for High Ability (ECHA) und im World Council for Gifted and Talented Children (WCGTC) sowie zahlreicher weiterer Arbeitskreise, die sich mit Begabtenforschung und Begabtenförderung beschäftigen. Er ist ferner Bundestrainer des „KIT-Clubs e. V.“ für Mathematik/Rechnen/Kopfrechnen und Vorstandsmitglied von Intertel und ehemaliges Vorstandsmitglied von Mensa Österreich.

## Titel und Rekorde
Am Psychologischen Institut der Universität Bonn wurde von Jürgen Bredenkamp und seinem Team im Rahmen eines Forschungsprojekts Mittrings erster Weltrekord, die 13. Wurzel aus einer hundertstelligen Zahl in 13,3 Sekunden im Kopf und ohne Hilfsmittel zu ziehen, untersucht und dokumentiert. Ebenso schaffte er es, im Kopf die 137. Wurzel aus einer tausendstelligen Zahl zu ziehen. Er kann innerhalb weniger Sekunden sagen, auf welchen Wochentag ein bestimmtes Datum fällt.
Mittring gewann neunmal hintereinander (2004–2012) bei der Mind Sports Olympiad die Goldmedaille im Kopfrechnen und darf den Titel eines Großmeisters im Kopfrechnen führen. 2013 belegte er den zweiten Platz. 2014 und 2015 sicherte er sich den Titel erneut und holte zusätzlich beide Male Gold beim Mental-Calculation-Blitz-Wettbewerb.
Bei der 2. Kopfrechen-WM 2006 in Gießen belegte er den dritten Platz.
Am 4. Mai 2016 brach er unter Aufsicht von Andreas Steiger, Dozent an der ETH Zürich, den Weltrekord im Wurzelziehen. Im Kopf berechnete Mittring innerhalb von 6 Minuten und 1,4 Sekunden die 89247. Wurzel einer millionenstelligen Zahl. Das Ergebnis: 160.289.883.449. Andreas Steiger stellte anschließend fest: „Das ist die größte Leistung, die je jemand im Wurzelziehen im Kopf erbracht hat.“

## Schriften
- Was geht in uns vor, wenn wir rechnen? Tectum-Verlag, Marburg 2001, ISBN 3-8288-8213-7
- In: Ida Fleiß: Hochbegabung und Hochbegabte. Mit Berichten Betroffener. Tectum-Verlag, Marburg 2003, S. 63 ff., 168 ff. ISBN 3-8288-8452-0
- Maßstab, Mathematik Realschule, 9. Schuljahr, herausgegeben von Max Schröder, Bernd Wurl und Alexander Wynands. Schroedel Verlag, Hannover 2000, S. 15. ISBN 3-507-84205-X
- Ida Fleiß und Gert Mittring: Zahlenmärchen. Wagner Verlag, Gelnhausen 2007, ISBN 978-3-86683-133-9
- mit Detlef H. Rost: Die verflixten Distraktoren: Über den Nutzen einer theoretischen Distraktorenanalyse bei Matrizentests, 2008[4]
- Gert Mittring: Rechnen mit dem Weltmeister. Mathematik und Gedächtnistraining für den Alltag. Fischer Verlag, Frankfurt/Main 2011. ISBN 978-3-596-18989-2
- Gert Mittring: Von Pi nach Pisa. Mit Zahlen die ganze Welt verstehen. Fischer Verlag, Frankfurt/Main 2015. ISBN 978-3-596-03162-7